# Giovanni Battista Re
Giovanni Battista Re, né le 30 janvier 1934 à Borno (province de Brescia, Italie), est un cardinal italien de l'Église catholique romaine, préfet émérite du Dicastère pour les évêques depuis 2010. Il devient le vice-doyen du collège cardinalice le 10 juin 2017 puis doyen de ce même collège le 18 janvier 2020.

## Biographie

### Formation
Il entre au séminaire de Brescia, où il étudie la philosophie et la théologie avant d'être ordonné prêtre le 3 mars 1957. Son évêque, Giacinto Tredici, l'envoie à Rome parfaire sa formation afin de devenir enseignant. Il est titulaire d'un doctorat en droit canonique obtenu à l'Université pontificale grégorienne.

### Prêtre
Il commence son ministère sacerdotal comme professeur au séminaire de Brescia et curé de paroisse.
Puis, après avoir été élève de l'Académie pontificale ecclésiastique, il entre au service diplomatique du Saint-Siège. Il occupe successivement les postes de conseiller à la nonciature apostolique au Panama (1963) puis à la nonciature en Iran (1967). En 1971, il est rappelé à Rome et où il devient secrétaire particulier du substitut de la secrétairerie d'État, Giovanni Benelli.
Le 1er décembre 1979, le Pape Jean-Paul II le promeut assesseur pour les affaires générales de la secrétairerie d'État, c'est-à-dire adjoint du substitut.

### Évêque
Le 9 octobre 1987, le Pape le nomme archevêque titulaire de Vescovio et secrétaire du dicastère pour les évêques. Il est consacré par le pape Jean-Paul II le 7 novembre suivant.
Le 12 décembre 1989, il retourne à la secrétairerie d'État comme substitut, devenant ainsi l'un des plus proches collaborateurs du souverain pontife.
Il devient préfet du dicastère pour les évêques et président de la Commission pontificale pour l'Amérique latine le 16 septembre 2000. Après la mort de Jean-Paul II, il est confirmé par Benoit XVI en cet office le 21 avril 2005. En 2006, c'est lui qui demande au nonce aux États-Unis de communiquer oralement au cardinal Theodore McCarrick, accusé d'agressions sexuelles, la demande du pape de faire profil bas et de limiter ses déplacements. Atteint par la limite d'âge, il se retire de ces deux charges le 30 juin 2010. Il est remplacé par le cardinal Marc Ouellet.
Il a été également président délégué de la 10è session ordinaire du Synode des évêques (octobre 2001) et président de la 5è conférence générale du CELAM (Conseil épiscopal latino-américain) dite Conférence d'Aparecida (mai 2007).

### Cardinal
Lors du consistoire du 21 février 2001, il est créé cardinal avec le titre de cardinal-prêtre des Saints-Apôtres (Ss. XII Apostoli).
Le 1er octobre 2002, il est élevé au rang de cardinal-évêque au titre du diocèse suburbicaire de Sabina-Poggio Mirteto.
Il participe au conclave de 2005 qui élit le pape Benoit XVI où il aurait été papabile [réf. nécessaire]. Il préside le conclave de 2013 qui élit le pape François car les cardinaux Angelo Sodano, doyen, et Roger Etchegaray, vice-doyen, ne peuvent y participer en raison de leur âge.
À la démission du cardinal Roger Etchegaray, alors âgé de 94 ans, il est élu pour lui succéder comme vice-doyen du collège des cardinaux par les cardinaux-évêques. Le pape François approuve cette élection le 10 juin 2017.
À la démission du cardinal Angelo Sodano, alors âgé de 92 ans, il est selon la même procédure élu doyen du collège des cardinaux, le pape François approuve cette élection le 18 janvier 2020. En conséquence, il porte de facto le titre de cardinal-évêque d'Ostie. Le 29 juin 2020, après avoir prêté serment, il reçoit du pape le pallium comme ses prédécesseurs. Il prend possession de son nouveau titre le 15 novembre 2020 à la basilique Sant'Aurea situé à Ostia Antica.
Il est le premier doyen du collège des cardinaux dont le mandat est limité à cinq ans, selon la modification législative décidée par le Pape François par le motu proprio du 21 décembre 2019. Au terme de son premier mandat, malgré son âge de 91 ans, il est renouvelé pour un second mandat par le pape François, alors qu'un changement était anticipé en faveur du cardinal Pietro Parolin,.
Comme doyen du collège des cardinaux, il préside la liturgie eucharistique le 5 janvier 2023, lors de la messe de funérailles du pape émérite Benoît XVI présidée par le pape François sur le parvis de la basilique Saint-Pierre de Rome.
Renouvelé dans ses fonctions de doyen du collège des cardinaux, il lui revient à la mort du pape François, le 21 avril 2025, de convoquer le collège des cardinaux à Rome, de présider les congrégations générales durant le temps de sede vacante, et de présider la messe de funérailles du pape le 26 avril. Atteint par la limite d'âge des cardinaux électeurs, il ne peut cependant pas présider le conclave de 2025, cette fonction étant assumée par le cardinal Pietro Parolin.
Au sein de la Curie romaine, il reste membre de la seconde section de la secrétairerie d'État.

## Polémiques

### Levée des excommunications des évêques lefebvristes
Le 21 janvier 2009, le cardinal Re a signé et promulgué le décret levant l'excommunication des quatre évêques de la Fraternité sacerdotale Saint-Pie-X qui avaient été consacrés par Marcel Lefebvre le 30 juin 1988 sans mandat pontifical (Bernard Fellay, Alfonso de Galarreta, Bernard Tissier de Mallerais et Richard Williamson). Cette levée des sanctions est mal reçue dans l'opinion publique car dans une interview diffusée par la chaîne de télévision publique suédoise SVT le même jour (et enregistrée le 1er novembre 2008) Richard Williamson tient des propos négationnistes. Il déclare en effet : « Je crois qu’il n’y a pas eu de chambres à gaz. […] Je pense que 200 000 à 300 000 juifs ont péri dans les camps de concentration, mais pas un seul dans les chambres à gaz ». Pour ces propos, il est condamné de manière définitive en 2013 par la cour d'appel de Nuremberg.

### Excommunications au Brésil suite à un avortement
Dans une interview donnée au quotidien La Stampa le 7 mars 2009, le cardinal Re justifie l'excommunication déclarée publiquement par l'archevêque d'Olinda et Recife, José Cardoso Sobrinho, visant la mère d'une fillette de neuf ans ayant avorté après avoir été violée par son beau-père pendant trois ans, ainsi que les médecins ayant pratiqué l'IVG,. Il déclare notamment que « Le vrai problème est que les jumeaux conçus étaient deux personnes innocentes, qui avaient le droit de vivre et qui ne pouvaient pas être supprimées » et explique que le beau-père de la fillette n'est pas excommunié parce que « le viol est moins grave que l'avortement ». Le président brésilien Luiz Inácio Lula da Silva critique fortement l'excommunication « déplorant profondément en tant que chrétien et catholique qu'un évêque de l’Église catholique ait un comportement aussi conservateur ».

## Distinctions
- Grand-croix d'or de l'ordre du Mérite (Autriche)
- Chevalier grand-croix de l'ordre d'Isabelle la Catholique (Espagne) - 14 avril 1997[13]
- Commandeur avec étoile de l'ordre du Mérite hongrois (Hongrie)
- Chevalier grand-croix de l'ordre du Mérite‎ (Italie) - 27 novembre 1992[14]
- Compagnon honoraire de l'Hommage de la République (Malte) - 4 février 1995
- Commandeur avec étoile de l'ordre du Mérite (Pologne) - 1er avril 2010
- Grand-croix de l'ordre du Christ (Portugal) - 21 décembre 1990
- Grand officier de l'ordre de l'Étoile de Roumanie (Roumanie) - 13 septembre 2004[15]

## Succession apostolique
Giovanni Battista Re a ordonné les évêques suivants :
- Archevêque Francescantonio Nolè, O.F.M.Conv. (2000)
- Archevêque Carlo Ghidelli (it) (2001)
- Archevêque Fabio Bernardo D'Onorio (it), O.S.B. (2004)
- Archevêque Michele Castoro (it) (2005)
- Évêque Víctor Manuel Ochoa Cadavid (es) (2006)
- Évêque Gianfranco De Luca (it) (2006)
- Évêque Arturo Aiello (it) (2006)
- Évêque Armando Martín Gutiérrez (es), F.A.M. (2007)
- Archevêque Salvatore Visco (it) (2007)